# Milleron
Pour les articles homonymes, voir Milleron (homonymie).
Le Milleron [milʁɔ̃] est une rivière, qui coule dans les départements de l'Yonne, en bord de la Puisaye en région Bourgogne-Franche-Comté, puis du Loiret, dans le Gâtinais en région Centre-Val de Loire. C'est un affluent droit du Loing, donc un sous-affluent de la Seine.

## Géographie
Le Milleron prend naissance sur la commune de Rogny-les-Sept-Écluses, à 169 m d'altitude, comme émissaire de l'Étang de la Goulardière. Il rencontre le Loing « une première fois » dans Châtillon-Coligny même, à la hauteur du faubourg de Montargis, à environ 124 m d'altitude. Mais son cours continue au-delà, méandre jusqu'au Grand Moulin avant de se jeter définitivement dans le Loing 375 m plus loin, à 124 m d'altitude. Juste avant cette confluence finale, le Milleron récupère les eaux de la station d'épuration de Saint-Lazare. Sur cette partie finale, il s'appelle aussi le Loing comme un bras du Loing.
La longueur de son cours d'eau est de 14,5 km.

### Communes et cantons traversés
Dans les deux départements de l'Yonne et du Loiret, le Milleron traverse les quatre communes, suivantes, de l'amont vers l'aval :
- Rogny-les-Sept-Écluses : étang de la Goulardière ;
- Aillant-sur-Milleron : la Bottetterie, les Petits Bergers, les Bellinières, La Fontaine, étang du Petit Moulin, le Berry (reçoit le ruisseau des Philiberts[4]), gué de la Gaudinière ;
- Dammarie-sur-Loing : gué de la Tuilerie (limite de commune sur environ 3 km) ;
- Châtillon-Coligny : Camerole, Villefranche, ZNIEFF de la chênaie-charmaie de Bois Blanc, Prenant, Le Moulin à Tan, faubourg Marceau (les canaux de Châtillon).

Soit en termes de cantons, le Milleron prend source dans le canton de Cœur de Puisaye, conflue dans le canton de Lorris, le tout dans les deux arrondissements d'Auxerre et de Montargis.

### Bassin versant
Le Milleron traverse une seule zone hydrographique Le Loing de sa source au confluent de l'Aveyron (exclu) (F410) de 441 km2 de superficie.

### Organisme gestionnaire
L'organisme gestionnaire est le Sivlo ou syndicat intercommunal de la vallée du Loing et de l'Ouanne, créé le 23 mai 1950, et sis à Montargis.

## Affluents
Le Milleron a trois tronçons affluents référencés :
- le ruisseau des Philiberts ou ruisseau du Bénardières ou ruisseau de la Bénardière (rd), 4,8 km sur les deux communes d'Aillant-sur-Milleron et Le Charme (source)[4] qui traverse l'Étang des Beaupieds et qui a pour source l'Étang de la Benardière, avec un affluent :
  - le ru des Pierres (rg), 2,2 km sur la seule commune d'Aillant-sur-Milleron et qui est aussi l'émissaire de l'Étang des Piolets.
- un bras du Milleron, 0,3 km sur la seule commune de Châtillon-Coligny.
- le Loing (rg), 0,1 km sur la seule commune de Châtillon-Coligny.

## Histoire
À son passage à Châtillon, le Milleron alimente les canaux, fossés et douves de l'ancienne ville, y mélangeant - déjà - ses eaux en partie avec celles du Loing et du canal de Briare ; cependant il tend à arroser surtout ceux 
dans la partie nord de la vieille ville, et certains canaux du centre sont assez souvent peu remplis voire à sec (notamment en été). Son cours originel passait en effet au pied du château, au nord-est de la vieille ville dont l'emplacement était occupé par un étang signalé dès 1293. Postérieurement à cette date, le Milleron a été dévié pour alimenter lui aussi les douves des fortifications construites avec l'autorisation royale donnée en 1376 (ceci aida vraisemblablement aussi à finir de drainer et assécher l'étang, pour construire plus de maisons au pied du château). Une fois cette traversée de la ville effectuée, il retrouve son lit originel et se jette dans le Loing avant que ce dernier ne retrouve sa masse d'eau entière en se séparant du canal de Briare au déversoir de la Ronce.

## Environnement
Environ 1 400 m du Milleron traversent plusieurs parties des 20 ha de la ZNIEFF de la chênaie-charmaie de Bois Blanc située entre Camerole et Prenant, arrosant les aulnaies-frênaies inondables qui occupent le fond de sa vallée ainsi que quelques petites plantations de peupliers.
Cette ZNIEFF inclut la seule population moderne d'anémone fausse renoncule (Anemone ranunculoides) en région Centre-Val de Loire, et une grande quantité de scilles à deux feuilles (Scilla bifolia) ; ainsi que la primevère des bois (Primula elatior). On y trouve aussi la bécasse des bois (Scolopax rusticola), espèce déterminante selon les critères de Natura 2000, et le martin-pêcheur (Alcedo atthis). Le Milleron y abrite le chabot commun (Cottus gobio) et le grand brochet (Esox lucius). 

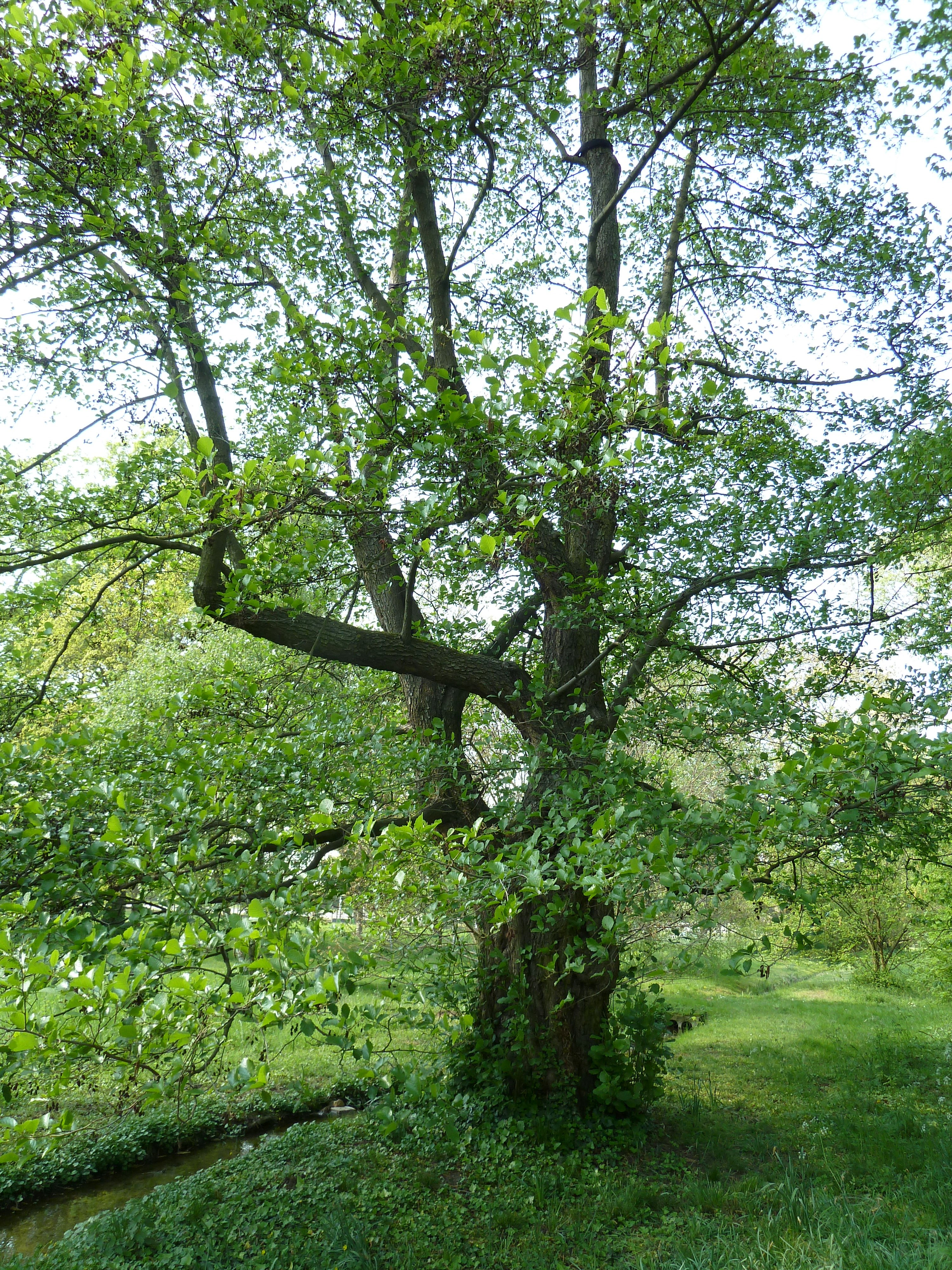
aulne
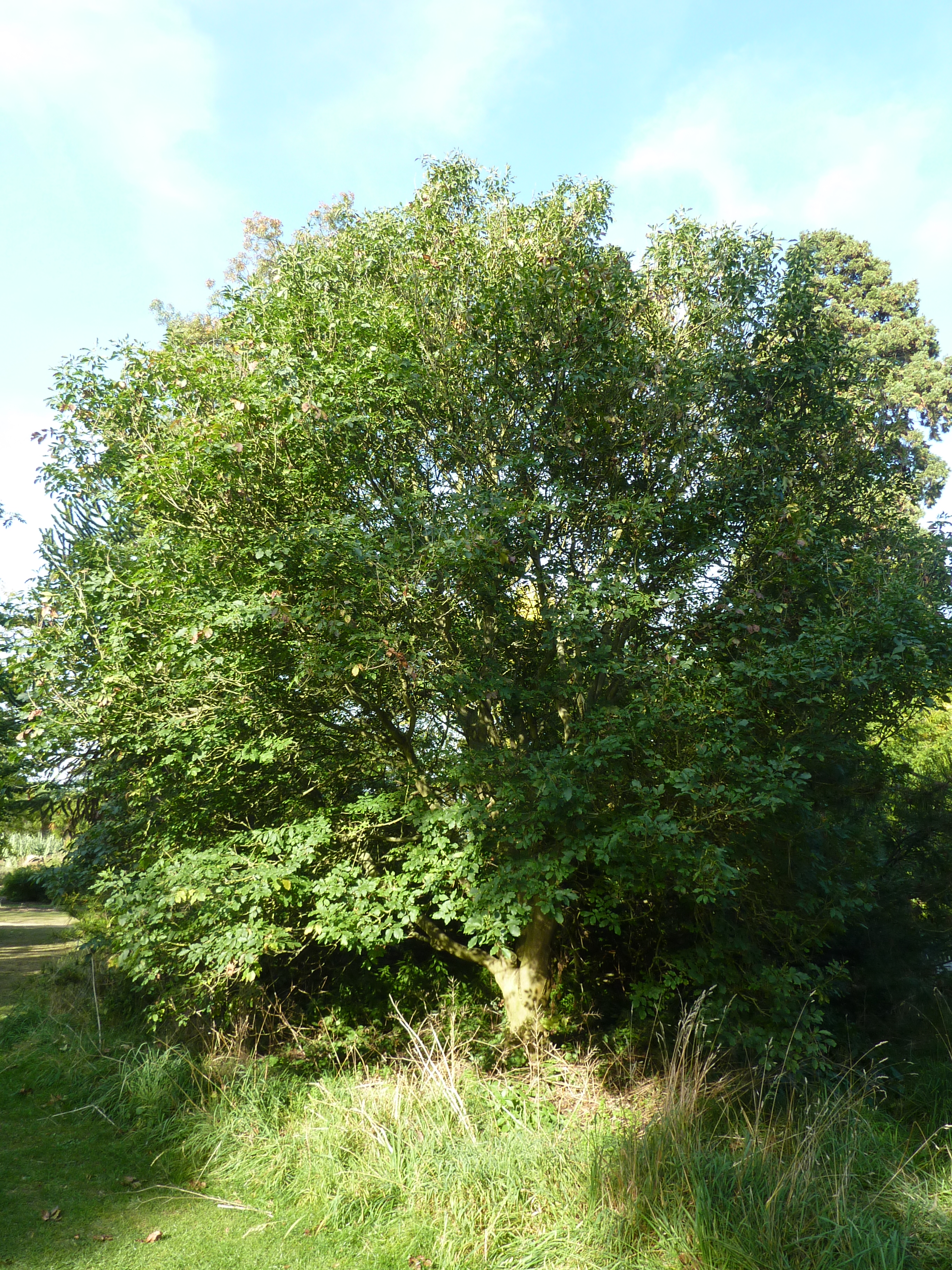
frêne
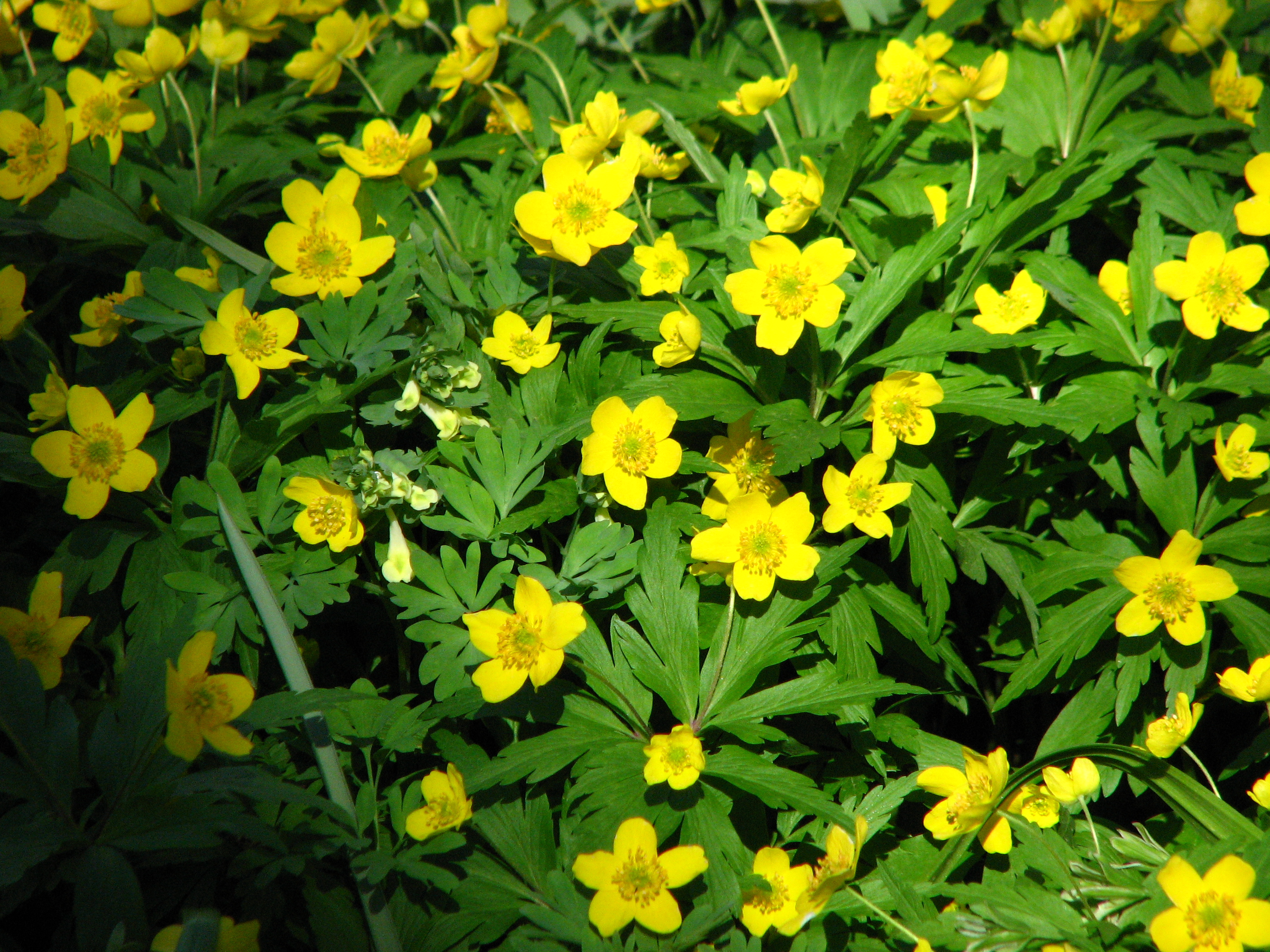
anémone fausse renoncule
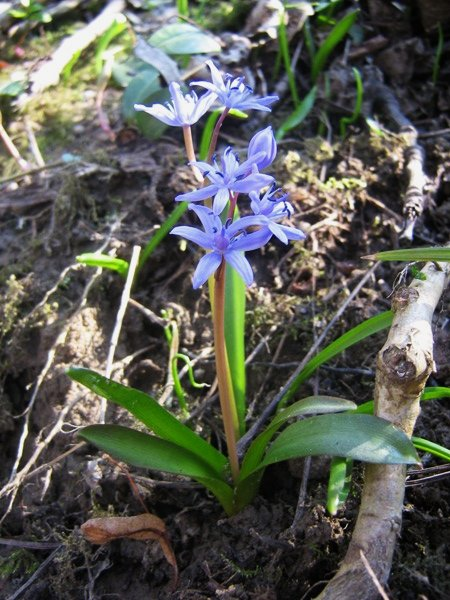
scille à deux feuilles
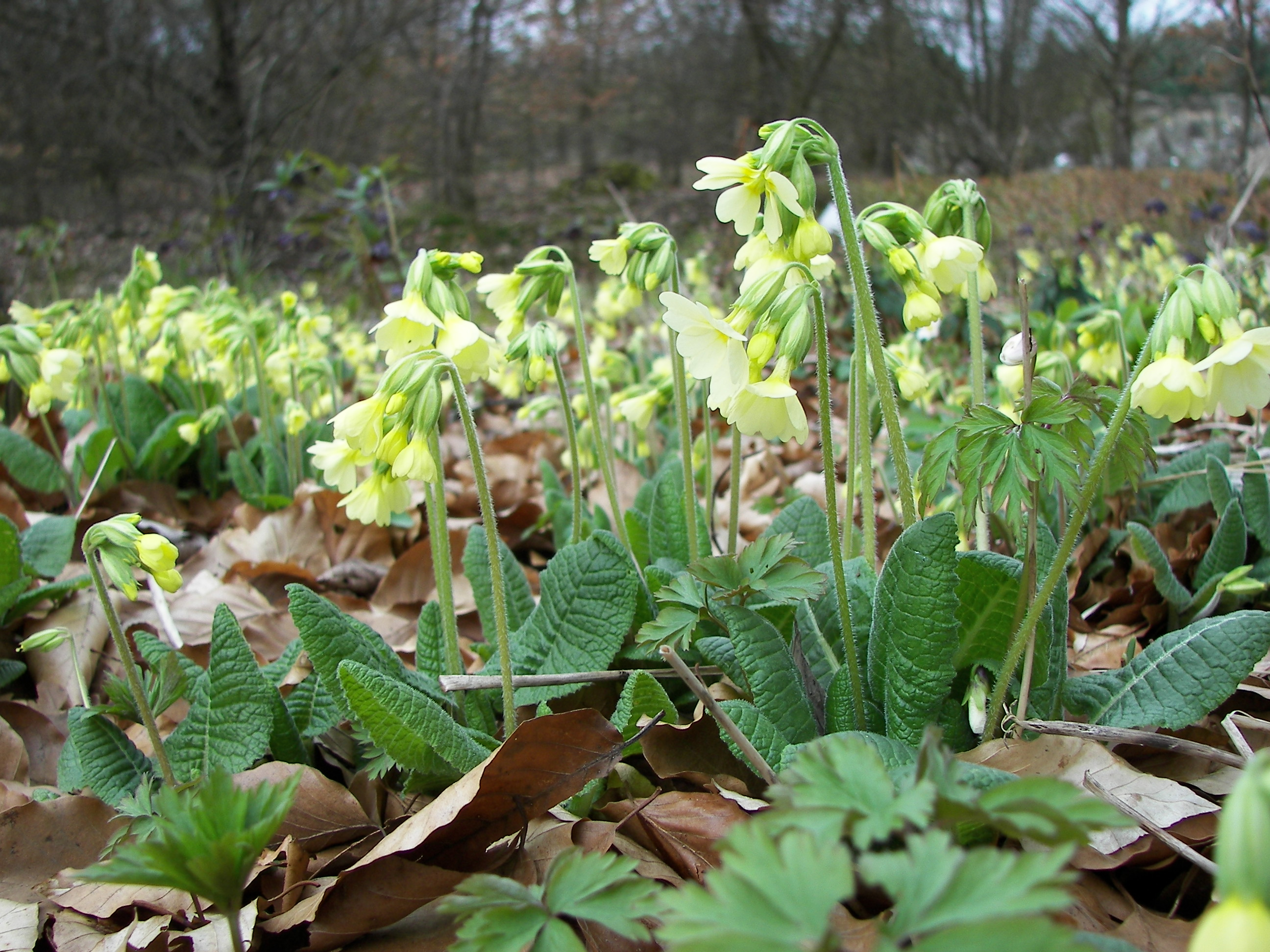
primevère des bois

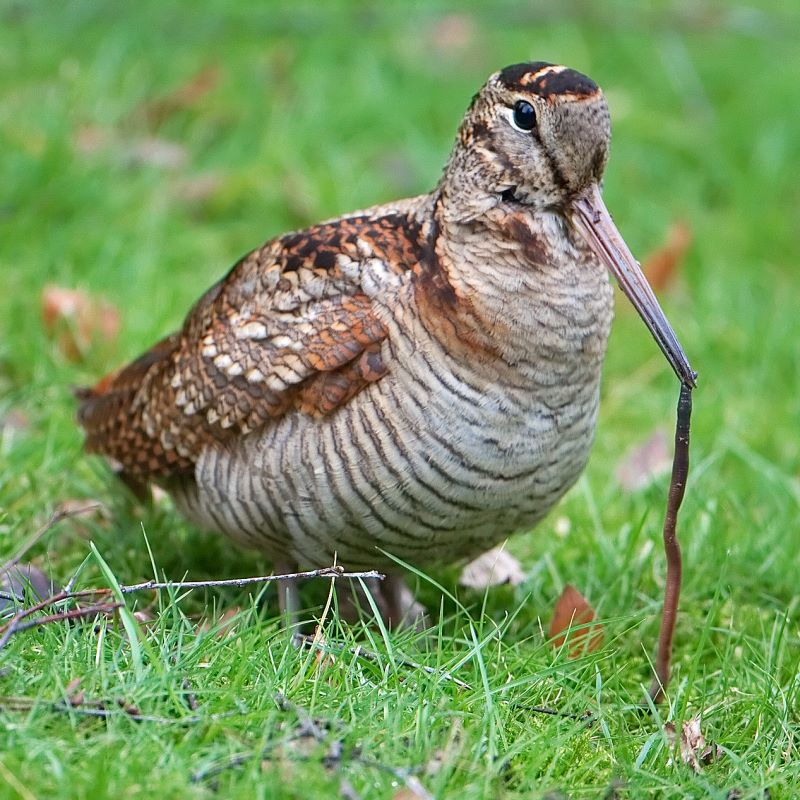
bécasse des bois
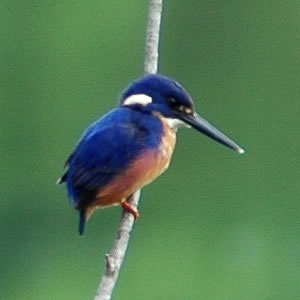
martin-pêcheur
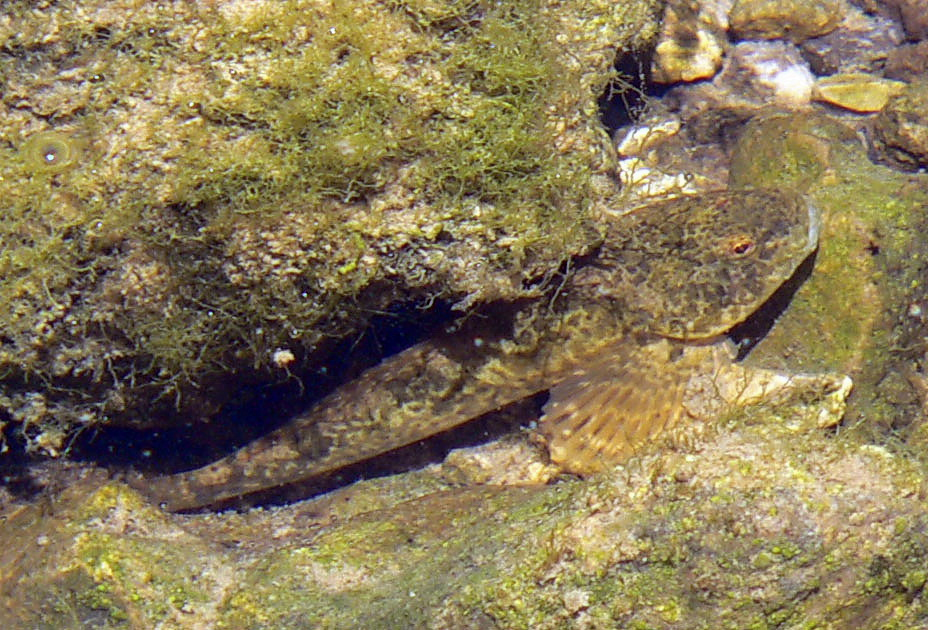
chabot commun
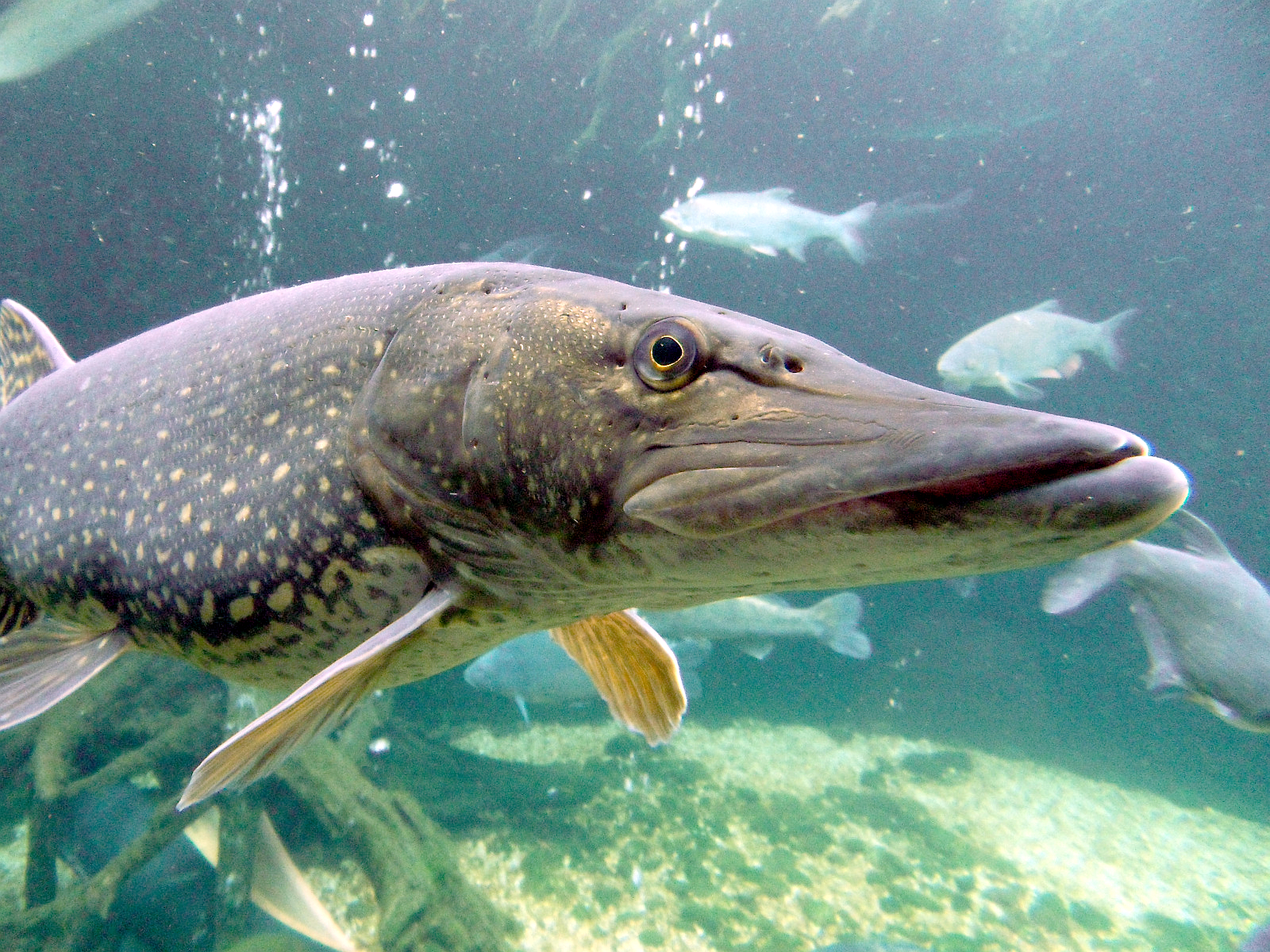
grand brochet
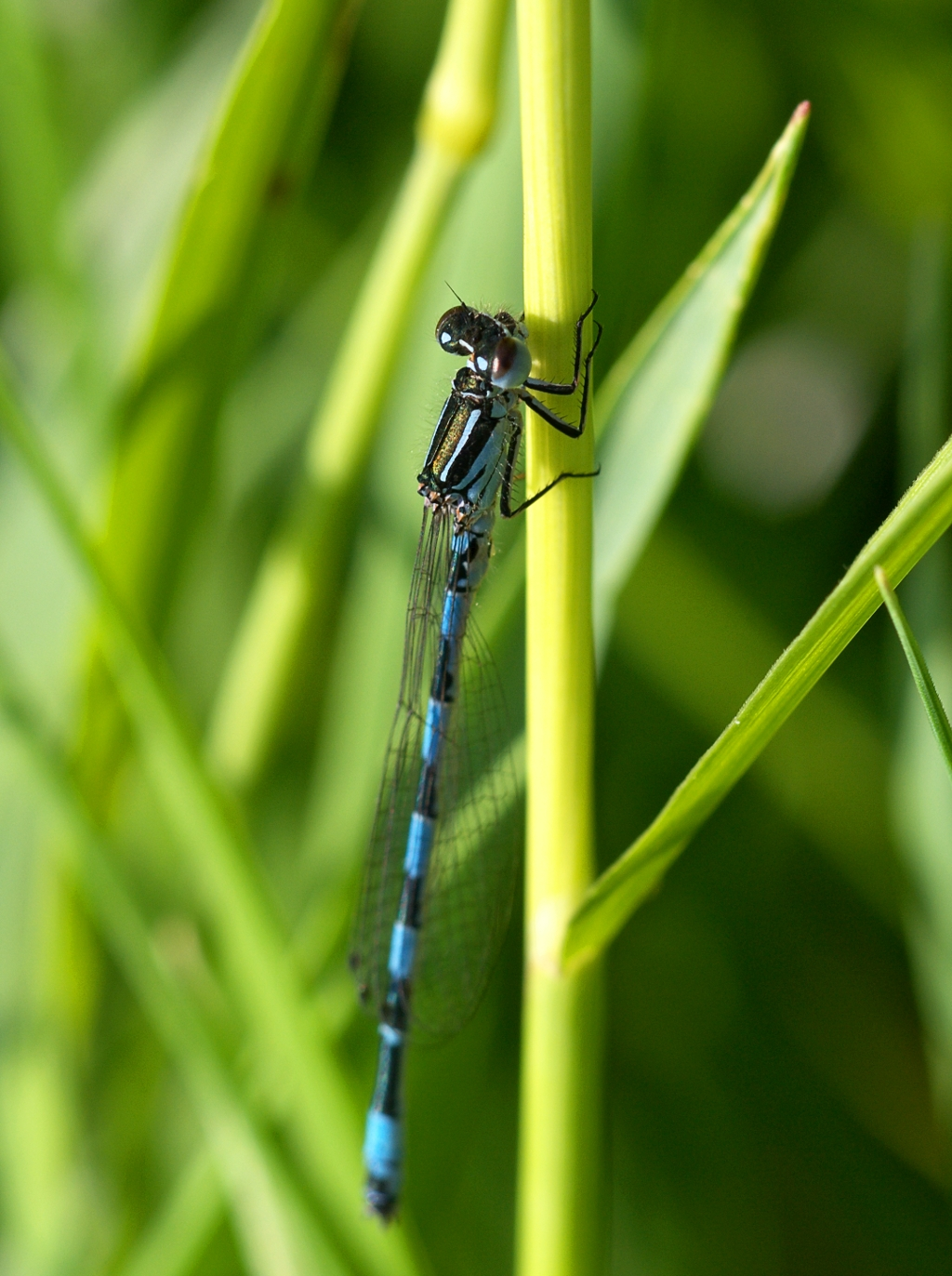
agrion de Mercure

Le Service Milieux Aquatiques et Agriculture (SMAA) de l'agence de l'eau Seine-Normandie, a entrepris en 2011 de restaurer une partie du Milleron dans son cours originel qu'il occupait avant les travaux d’hydrauliques agricoles en 1975. Les 450 m choisis pour cette opération « Reméandrage du Milleron » se trouvent sur la commune d'Aillant-sur-Milleron. Le but est de retrouver la diversité de milieux et d'habitats d'un cours d'eau naturel. C'est aussi l'occasion de créer des zones humides et de reproduction pour les batraciens et les odonates - l’agrion de Mercure est présent sur le site - en n'effectuant qu'un comblement partiel du tracé actuel afin de créer des dépressions humides.